# Cristiano da Silva
Cristiano da Silva (født 12. januar 1987) er en brasiliansk fodboldspiller.